# 만민법
만민법(萬民法, 라틴어: ius gentium, jus gentium, 영어: law of nations)은 원래 로마에서 로마 시민권을 가지지 못한 외국인에게 적용하기 위해 제정한 법을 말한다. 현재는 경제적 영역에서 여러 민족들에게 동일하게 적용되는 만민법 사상을 이론적으로 일반화해 국적이 서로 다른 민족들 간의 법률관계를 규율하는 일반적인 법을 일컫게 된다. 만민법은 오늘날 국제법의 모태가 되었다. 라틴어인 'ius/jus gentium'은 만민법 또는 국제법으로 번역된다.
로마법에서는 자연법, 만민법(국제법), 시민법(국내법)이라는 3분법(三分法) 내지는 체계가 사용되었다. 이것은 로마법의 세계법으로의 발전이 자연법의 보편타당성의 요구를 빌려서 결실되었다는 것을 의미한다. (자연법사상 참고)